# Мендух Тачі
Мендух Тачі (алб. Menduh Thaçi, мак. Мендух Тачи; нар. 3 березня 1965, Тетово) — політик Республіки Македонії албанського походження.
Закінчив медичний факультет Університету Приштини, де вивчав стоматологію. Тачі почав свою політичну кар'єру як заступник голови Партії демократичного процвітання албанців, яка у 1997 році об'єдналась з Народно-демократичною партією, утворивши Демократичну партію албанців. У 2007 році обраний лідером ДПА.